# آکاسیای تایوانی
آکاسیا کنفوسا (نام علمی: Acacia confusa) نام یک گونه از سرده آکاسیا است.